# قسم تشرام الريفي (مقاطعة تشرام)
قسم تشرام الريفي (بالفارسية: دهستان چرام) هي منطقة ريفية تقع في كهكيلويه وبوير أحمد في إيران. يقدر عدد سكانها بـ 7,234 نسمة .